# 卡塔戈
卡塔戈（西班牙語：Cartago），旧译加尔达额 ，是哥斯達黎加的城市，也是卡塔戈省的首府，位於該國中部，始建於1563年，面積152平方公里，海拔高度1,435米，每年平均降雨量1,402毫米，2008年人口156,600。

## 姊妹市
- 中華民國高雄市[3]